# Museo de los Faroles (Vitoria)
El Museo de los Faroles de Vitoria es un museo que alberga la colección de faroles y otros elementos utilizados en la Procesión del Rosario de los Faroles de Vitoria, que se celebra la noche del 4 de agosto con motivo de las Fiestas de La Blanca, en honor de la Virgen Blanca, patrona de la ciudad.

## Origen
Aunque el origen de la Procesión del Rosario se remonta a comienzos del siglo XVII, no fue hasta finales del siglo XIX cuando se introdujo en la misma el uso de faroles fabricados en metal y cristal, e iluminados mediante velas.
El edificio que alberga el Museo se construyó a comienzos del siglo XX por iniciativa del alcalde Federico Baraibar, con la finalidad de almacenar y conservar durante el año los elementos utilizados en la procesión anual. Fue diseñado por el arquitecto alavés Fausto Íñiguez de Betolaza.
Un siglo después, en 2000, tras concluir la restauración de la colección y del edificio, éste abrió sus puertas como museo para permitir la exhibición durante todo el año de los elementos que componen la procesión.
La colección mostrada en el Museo está compuesta por un total de 273 elementos procesionales de diversos tipos.Varias carrozas del Rosario de los Faroles y la imagen de la Virgen Blanca que cierra la procesión del 4 de agosto del escultor Francisco Font fueron donaciones de Felicia Olave.

## Galería

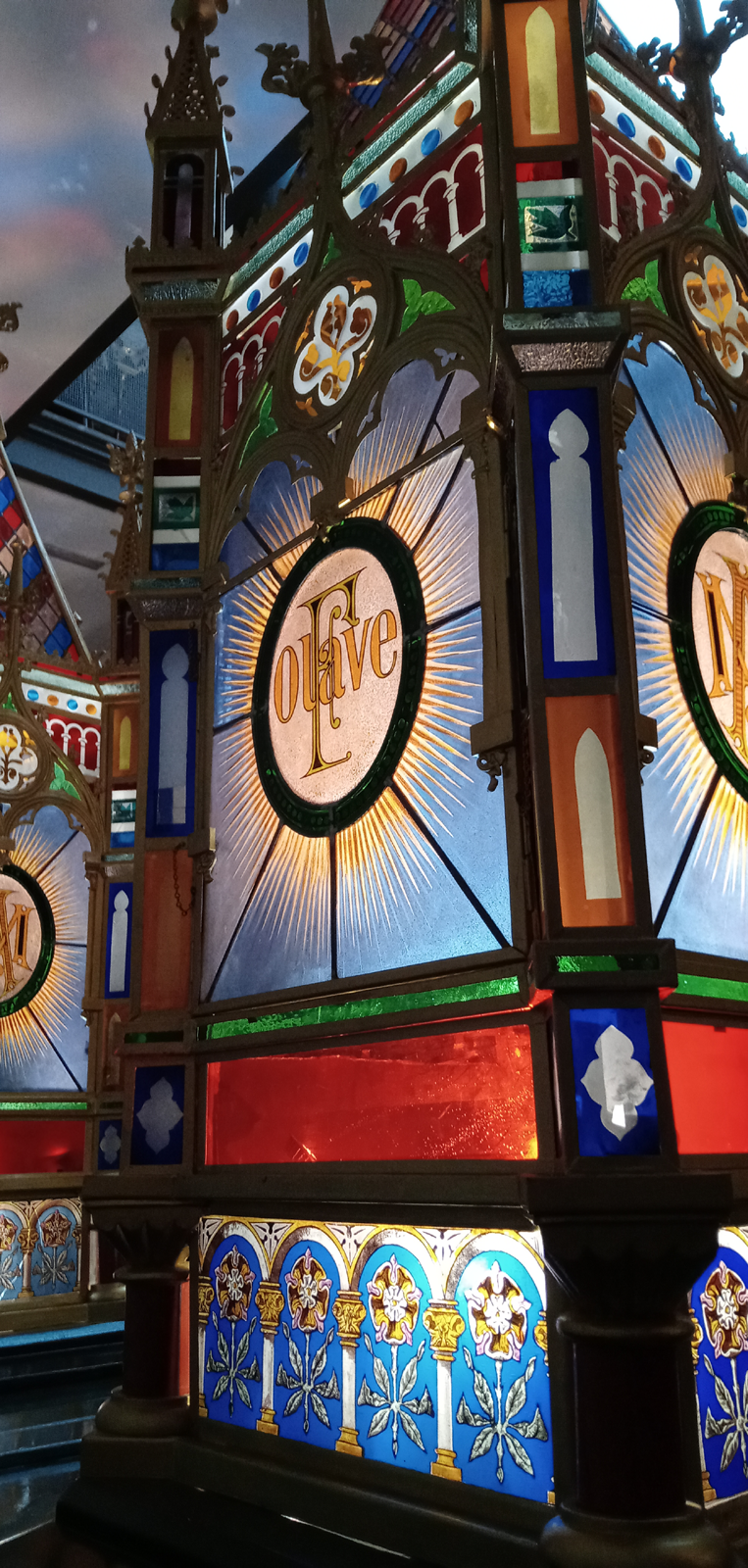
Misterio Gozoso
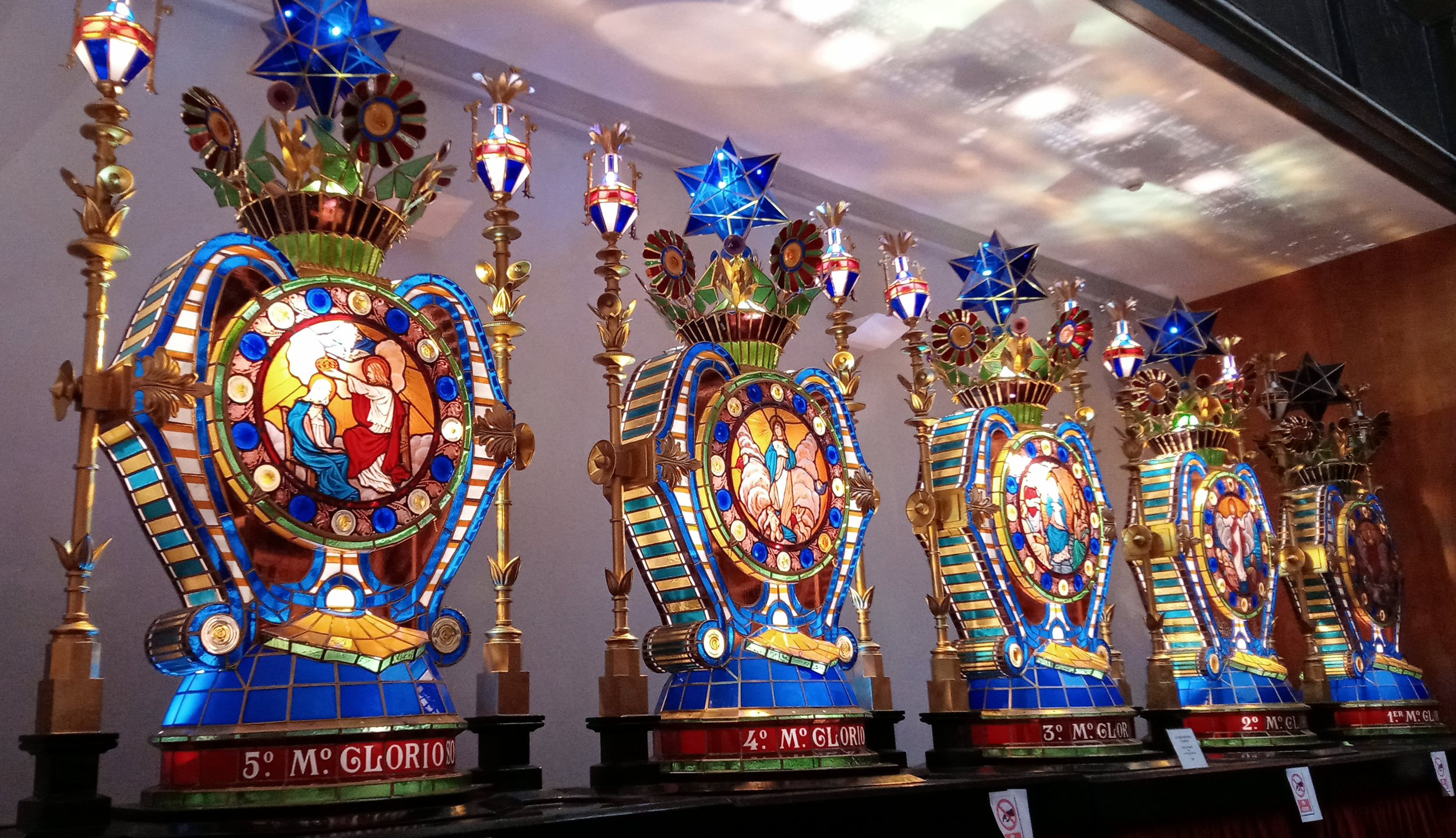
Misterios gloriosos
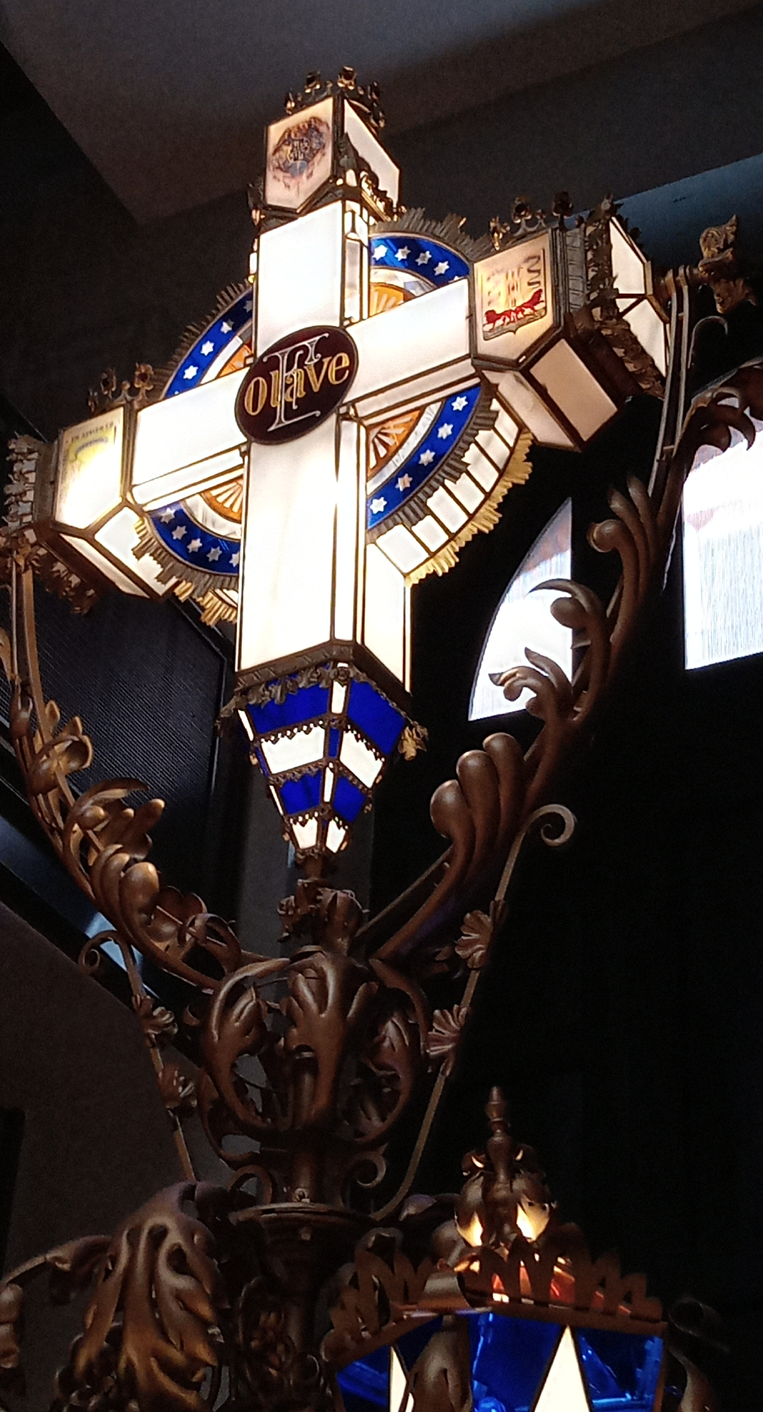
La Gran Cruz de la Procesión